# Yi Sang-baek
Yi Sang-baek (이상백) est un historien coréen né en 1904 et mort en 1966. Il est connu pour ses thèses historiques proches de celles exprimées par l'occupant japonais.